# Tutujanawin
Tutujanawin är en öken- och skapelsegud i mytologin hos de människor som fanns i Peru innan Inkariket grundades. Tutujanawin sas vara alltings upphov och den som upprätthöll ordning.